# Olasz Lajos (tanító)
Olasz Lajos (Nagykőrös, 1846. április 9. – Dunapataj, 1884. december 8.) református tanító.

## Életpályája
Olasz Sándor és F. Kovács Zsuzsánna fia. Tanulmányait a gimnázium IV. osztályáig szülőhelyén, Nagykőrösön végezte. Még kis korában árván maradván, kénytelen volt a tanítóképzőbe menni, ahonnan két ízben segédtanítóságra ment, hogy további tanulásához némi költséget szerezzen. 1865-ben elvégezte a tanítóképzőt, majd ezután Makádon (a Csepel-szigeten) lett rendes leánytanító, innen 1869. május 1-jén Bogyiszlóra, később pedig Dunapatajra költözött át, ahol 1884. decemberében májgyulladásban meghalt. Felesége Molnár Julianna.
Költeményeket írt 1870-ben a Dolinay Gyula által szerkesztett Kis Ujságba, később a Hasznos Mulattatóba, Házi Kincstárba és Lányok Lapjába irt elbeszéléseket és költeményeket.

## Műve
- Részvét-könyvek. Különféle alkalmakra. 1-2. füzet. Kalocsa, 1876. (2. és 3. füzet. Temetési alkalmakra. Kalocsa, 1880., 1884. (Versben és prózában. Ism. Ellenőr 1875. 355. sz., Néptanítók Lapja 1876. 5. sz., Protestáns Egyházi és Iskolai Lap 1887. 48. sz.).

### Kéziratban
- A hitjavítás története Magyar- és Erdélyországban, a protest. népiskolák VI. osztálya számára, több kútfők után összeállítva.

## Forrás
- Szinnyei József: Magyar írók élete és munkái IX. (Mircse–Oszvaldt). Budapest: Hornyánszky. 1903.